# كالم سكوت
كالم سكوت (بالإنجليزية: Calum Scott)‏ بالأنجليزية "Calum Scott" مغني بوب بريطاني وعازف جيتار ولد في مدينة هول في بريطانيا في 12 اكتوبر 1988. بدأ الغناء في مسابقات محلية في عام 2011 . حصل على جائزة الباز الذهبي في برنامج المواهب البريطاني " Britain's Got Talentin" في 11 April 2015 بعد اداء أغنية " Dancing on My Own" لـ "Robyn's " التي لقت رواجا كبيراً وحصت على أكثر من 250 مليون مشاهدة على يوتيوب، وتأهل مباشر إلى مرحلة النصف نهائيات التي ربحها مع أغنية "we don't have to take our clother off" لـ" Jermaine Stewart "
وفي النهائيات غنى أغنية "Diamonds" للمغنية Rihanna
انشئ فرقة The Experiment, Maroon 4

## روابط خارجية
- كالم سكوت على موقع IMDb (الإنجليزية)
- كالم سكوت على موقع ميوزك برينز (الإنجليزية)
- كالم سكوت على موقع أول ميوزيك (الإنجليزية)
- كالم سكوت على موقع ديسكوغز (الإنجليزية)
- كالم سكوت على موقع قاعدة بيانات الفيلم (الإنجليزية)